# Otterhällegatan
Otterhällegatan är en gata på Otterhällan i stadsdelen Inom Vallgraven i centrala Göteborg. Den är cirka 500 meter lång, och sträcker sig från Lilla Torget till Lasarettsgatan. Otterhällegatan har udda nummer från 1 till 7 och jämna nummer från 2 till 16.
Gatan fick sitt namn fastställt 1895, men redan 1792 fanns namnet Otterhäls. gatan på en karta med sträckning från Ekelundsgatan till Åkaregatan. Åren 1932 och 1953 ändrades gatans läge. På 1970-talet kom den att vid Drottning Kristinas jaktslott överta Övre Kyrkogatans västra sträckning. 

### Webbkällor
- Eniro kartor, Otterhällegatan